# 江苏电视台国际频道
江苏省广播电视总台国际频道（英语：JSBC International），是江苏省广播电视总台旗下的一条电视频道。透過衛星網絡將電視訊號放送至世界各地。
2009年起频道开始在江苏省内覆盖，目前已通过全省有线电视网络和IPTV覆盖江苏全省。
2015年2月1日，江苏国际频道连同母集团江苏省广播电视总台与香港电讯盈科达成战略合作，正式成立江广盈科媒体有限公司，联合运营nowJelli紫金國際台，覆盖香港和新马地区。

## 节目[3][4]

### 曾播出节目
- 《走读江南》
- 《新视界》
- 《星电影》
- 《学游天下》
- 《看文化》
- 《悦生活》
- 《杨澜访谈录》
- 《纪录》
- 《食尚厨房》
- 《长江视野》
- 《快乐一家》
- 《赚翻天》
- 《中国旅游》
- 《优酷时间》
- 《江苏新时空》
- 《新视界》

### 电视剧场
- 《经典剧场》
- 《长江剧场》
- 《人文剧场》

### 现时播出节目
以重播江苏卫视的精品节目为主。

## 主持人[5]
- 王珏
- 张笑宇
- 苏畅